# Romiguières
Romiguières település Franciaországban, Hérault megyében. Lakosainak száma 23 fő (2022. január 1.). Romiguières Le Clapier, Cornus, Lauroux, Les Rives és Roqueredonde községekkel határos.

## Népesség
A település népessége az elmúlt években az alábbi módon változott:
| Lakosok száma | 14   | 9    | 16   | 21   | 23   | 27   | 23   | 21   | 21   | 23   |
|               | 1968 | 1982 | 1990 | 2006 | 2013 | 2015 | 2017 | 2019 | 2020 | 2022 |